# Принцип суперпозиции
При́нцип суперпози́ции — допущение, согласно которому результирующий эффект нескольких независимых воздействий есть сумма эффектов, вызываемых каждым воздействием в отдельности. Справедлив для систем или полей, которые описываются линейными уравнениями. Важен во многих разделах классической физики: в механике, теории колебаний и волн, теории физических полей.
Конкретизация формулировки возможна применительно к определённой сфере. Например, в механике в самой простой формулировке принцип суперпозиции гласит:
- результат воздействия на частицу нескольких внешних сил есть векторная сумма воздействия этих сил;
- любое сложное действие можно разделить на два и более простых.

Наиболее известен принцип суперпозиции в электростатике: напряженность электростатического поля, создаваемого в данной точке системой зарядов, есть векторная сумма напряженности полей отдельных зарядов. Принцип суперпозиции может принимать и иные формулировки, в том числе:
- энергия взаимодействия всех частиц в многочастичной системе есть просто сумма энергий парных взаимодействий между всеми возможными парами частиц — в системе нет многочастичных взаимодействий;
- уравнения, описывающие поведение многочастичной системы, являются линейными по количеству частиц.

Именно линейность фундаментальной теории в рассматриваемой области физики есть причина возникновения в ней принципа суперпозиции.

## Принцип суперпозиции в классической механике
Принцип суперпозиции в механике — основанный на опыте постулат о независимости действия приложенных к телу сил. При этом сумма сил 
{\displaystyle {\vec {F}}={\vec {F}}_{1}+{\vec {F}}_{2}+\ldots }
имеет физический смысл суммарного воздействия; без данного принципа она бы такого смысла не имела.
Ввиду линейности связи сила—ускорение ({\displaystyle {\vec {F}}_{1}=m{\vec {a}}_{1}}, {\displaystyle m} — масса тела, и аналогично для второй и так далее сил), диктуемой вторым законом Ньютона, принцип суперпозиции сил превращается в принцип суперпозиции ускорений: ускорение тела определяется суммой приложенных к нему сил:
{\displaystyle {\vec {a}}=m^{-1}{\vec {F}},\quad {\vec {a}}={\vec {a}}_{1}+{\vec {a}}_{2}+\ldots },
где {\displaystyle {\vec {a}}} представляет собой сумму ускорений, которые бы обрело тело при раздельном воздействии сил.
Однократное интегрирование ускорения по времени позволяет получить скорость {\displaystyle {\vec {v}}(t)}, а двукратное — радиус-вектор тела (точнее, материальной точки) {\displaystyle {\vec {r}}(t)} как функции времени. Получается, что принцип суперпозиции распространяется и на эти величины, скажем
{\displaystyle {\vec {r}}(t)={\vec {r}}_{1}(t)+{\vec {r}}_{2}(t)+\ldots },
то есть имеет место суммирование движений, обусловленных приложением отдельных сил. Так, иногда удобно разложить движение на поступательное и вращательное.
Для упругой среды если выполняется закон Гука, то деформация под несколькими воздействиями будет суммой деформаций под действием сил {\displaystyle {\vec {F}}_{i}}. Частным случаем является суммирование вынужденных упругих колебаний, порождаемых совокупностью сил.

## Принцип суперпозиции в электродинамике
Принцип суперпозиции является следствием, прямо вытекающим из рассматриваемой теории, а вовсе не постулатом, вносимым в теорию a priori. Так, например, в электростатике принцип суперпозиции есть следствие того факта, что уравнения Максвелла в вакууме линейны. Именно из этого следует, что потенциальную энергию электростатического взаимодействия системы зарядов можно легко сосчитать, вычислив потенциальную энергию каждой пары зарядов.
Благодаря принципу суперпозиции, появляется возможность вычисления электрического ({\displaystyle {\vec {E}}}) и магнитного ({\displaystyle {\vec {B}}}) полей нескольких источников как суммы полей, создаваемых источниками по отдельности: 
{\displaystyle {\vec {E}}({\vec {r}})={\vec {E}}_{1}({\vec {r}})+{\vec {E}}_{2}({\vec {r}})+\ldots }
{\displaystyle {\vec {B}}({\vec {r}})={\vec {B}}_{1}({\vec {r}})+{\vec {B}}_{2}({\vec {r}})+\ldots },
где радиус-вектор {\displaystyle {\vec {r}}} задаёт положение точки, где ищется поле, а нижний индекс нумерует источники.
Другим следствием линейности уравнений Максвелла является тот факт, что лучи света не рассеиваются и вообще никак не взаимодействуют друг с другом. Этот закон можно условно назвать принципом суперпозиции в оптике.
Таким образом, электродинамический принцип суперпозиции — это не незыблемый закон самой природы, а всего лишь следствие линейности уравнений Максвелла, то есть уравнений классической электродинамики.
Кроме случая вакуума, принцип суперпозиции выполняется для диэлектрических и магнитных сред с не зависящими от полей диэлектрической ({\displaystyle \varepsilon }) и магнитной ({\displaystyle \mu }) проницаемостями. Если такая зависимость от полей есть, то происходит нарушение принципа суперпозиции.

## Принцип суперпозиции в электротехнике
Принцип суперпозиции в электротехнике утверждает, что электрический ток в каждой ветви электрической цепи равен алгебраической сумме токов, вызываемых каждым из источников ЭДС цепи в отдельности. Этот принцип справедлив для всех линейных электрических цепей, то есть таких цепей, вольтамперные характеристики сопротивлений которых представляют собой прямые линии.
Принцип суперпозиции используется в методе расчёта электрических цепей, получившем название метода суперпозиции. При расчёте электрических цепей по методу суперпозиции поступают следующим образом: поочередно рассчитывают токи, возникающие от действия каждого из источников ЭДС, мысленно удаляя остальные из схемы, но оставляя в схеме внутренние сопротивления источников (для идеальных источников с нулевым сопротивлением это эквивалентно закорачиванию источника), и затем находят токи в ветвях путем алгебраического сложения частичных токов.

## Принцип суперпозиции в теории автоматического управления
В автоматике принцип суперпозиции необходим для решения задач анализа линейных динамических систем. Основываясь на принципе суперпозиции и знания переходных или импульсных характеристик, можно получить реакцию линейной динамической системы на произвольное воздействие.
Любое физически реализуемое воздействие может быть заменено суммой ступенчатых воздействий. Тогда реакцию системы можно представить как сумму реакций на отдельные ступенчатые воздействия.
В результате математических преображений получается математическая модель динамики линейной системы в виде интеграла свертки двух функций. Математическая модель в виде интегралов свертки позволяет по известной переходной или импульсной характеристике рассчитать реакцию динамической системы на заданное входное воздействие. Это будет представлять собой необходимый переходный процесс.
Если заданы лишь переходные характеристики отдельных звеньев, то более эффективным и относительно простым решением задач синтеза и анализа линейных систем могут быть получены с помощью интегральных преобразований Лапласа и Фурье.

## Отсутствие принципа суперпозиции в нелинейных теориях
Принцип суперпозиции не действует в электродинамических задачах, рассматриваемых для сред с {\displaystyle \varepsilon =\varepsilon (E)} и/или {\displaystyle \mu =\mu (B)} (как, скажем, в сегнетоэлектриках, ферромагнетиках). В таких случаях поляризуемость или намагниченность среды нелинейно зависят от приложенного поля — и в уравнениях Максвелла появляются нелинейные поправки. В результате могут возникать принципиально новые явления. Так, два луча света, распространяющиеся в нелинейной среде, могут изменять траекторию друг друга. Более того, даже один луч света в нелинейной среде может воздействовать сам на себя и изменять свои характеристики. Многочисленные эффекты такого типа изучает нелинейная оптика. Принцип суперпозиции нарушается также в вакууме при учёте квантовых явлений. В квантовой электродинамике фотон может на некоторое время превратиться в электрон-позитронную пару, которая может взаимодействовать с другими фотонами. Эффективно это приводит к тому, что фотоны могут взаимодействовать друг с другом. Такого типа процессы (рассеяние света на свете и другие процессы нелинейной электродинамики) наблюдались экспериментально.
Если применительно к электродинамике возникновение подобных нелинейностей является скорее экзотической ситуацией, то многие фундаментальные теории современной физики принципиально являются нелинейными. Например, квантовая хромодинамика — фундаментальная теория сильных взаимодействий — является разновидностью теории Янга — Миллса, которая нелинейна по построению. Это приводит к сильнейшему нарушению принципа суперпозиции даже в классических (неквантованных) решениях уравнений Янга — Миллса.
Другим известным примером нелинейной теории является общая теория относительности. В ней также не выполняется принцип суперпозиции. Например, гравитационное поле Солнца влияет не только на Землю и Луну, но также и на гравитационное взаимодействие между Землёй и Луной. Вне воздействия гравитационного поля Солнца гравитационное взаимодействие между Землёй и Луной отличалось бы от наблюдаемого. Впрочем, в слабых гравитационных полях эффекты нелинейности слабы, и для повседневных задач приближённый принцип суперпозиции выполняется с высокой точностью.
Наконец, принцип суперпозиции не выполняется, когда речь идёт о взаимодействии атомов и молекул. Это можно пояснить следующим образом. Рассмотрим два атома, связанных общим электронным облаком. Поднесем теперь точно такой же третий атом. Он как бы оттянет на себя часть связывающего атомы электронного облака, и в результате энергия связи между первоначальными атомами изменится.
Нарушение принципа суперпозиции во взаимодействиях атомов в немалой степени приводит к тому удивительному разнообразию физических и химических свойств веществ и материалов, которое так трудно предсказать из общих принципов молекулярной динамики.